# Альбер Лавіньяк
Александр Жан Альберт Лавіньяк (21 січня 1846 — 28 травня 1916) — французький музичний педагог і композитор.

## Біографія
Лавіньяк народився в Парижі і навчався з Антуаном Франсуа Мармонтелем, Франсуа Бенуастом і Амброазою Томасом в Консерваторії Парижу, де згодом викладав гармонію. Серед його вихованців були Анрі Касадес, Клод Дебюссі, Вінсент д'Інді, Амеде Гастое, Філіп Ярнах, Анрі О'Келлі, Габріель П'єрне та Флорент Шмітт. Див .: Список учнів музики за викладачем: від K до M # Альберт Лавіньяк.
У березні 1864 р., У віці вісімнадцяти років, він провів із гармонії приватну прем'єру фільму «Маленька мессенка солене» Джоачіно Россіні.
Його зведений твір «La Musique et les Musiciens», огляд музичної граматики та матеріалів, продовжував друкуватися через роки після його смерті. У ньому він характеризував особливості інструментів [1] та кожного клавіша [2] дещо так, як це зробили Берліоз та Геварт (Traité d'orchestration, Gand, 1863, p. 189):

## Робота «La Musique et les Musiciens»— «Музика та музиканти»
Його зведена робота «La Musique et les Musicians» — це огляд музичної граматики та матеріалів. Вона продовжувала перевидаватися через роки після його смерті. У ній він характеризував особливості інструментів та кожної тональності так, як це зробили Берліоз та Геверт (Договір про оркестрацію, Гент, 1863, стор. 189):

### Мажорні
- C-sharp major: ? («?»)
- F-sharp major: Rough («rude»)
- B major: Energetic («énergique»)
- E major: Radiant, warm, joyous («éclatant, chaud, joyeux»)
- A major: Frank, sonorous («franc, sonore»)
- D major: Joyful, brilliant, alert («gai, brilland, alerte»)
- G major: Rural, merry («champêtre, gai»)
- C major: Simple, naive, commonplace («simple, naïf, franc, ou plat et commun»)
- F major: Pastoral, rustic («pastoral, agreste»)
- B-flat major: Noble and elegant, graceful («noble et élégant, gracieux»)
- E-flat major: Vigorous, chivalrous («sonore, énergique, chevaleresque»)
- A-flat major: Gentle, caressing, or pompous («doux, caressant, ou pompeux»)
- D-flat major: Charming, suave, placid («plein de charme, placide, suave»)
- G-flat major: Gentle and calm («doux et calme»)
- C-flat major: ? («?»)

### Мінорні
- A-sharp minor: ? («?»)
- D-sharp minor: ? («?»)
- G-sharp minor: Very somber («très sombre»)
- C-sharp minor: Brutal, sinister, or very sombre («brutal, sinistre ou très sombre»)
- F-sharp minor: Rough, or light, aerial («rude ou léger, aérien»)
- B minor: Savage or sombre but vigorous («sauvage ou sombre, mais énergique»)
- E minor: Sad, agitated («triste, agité»)
- A minor: Simple, naive, sad, rustic («simple, naïf, triste, rustique»)
- D minor: Serious, concentrated («sérieux, concentré»)
- G minor: Melancholy, shy («mélancolique, ombrageux»)
- C minor: Gloomy, dramatic, violent («sombre, dramatique, violent»)
- F minor: Morose, surly, or energetic («morose, chagrin, ou énergique»)
- B-flat minor: Funeral or mysterious («funèbre ou mystérieux»)
- E-flat minor: Profoundly sad («profondément triste»)
- A-flat minor: Lugubrious, anguished («lugubre, angoissé»)[4]